# اندیس آلونیت بزمان
آلونیت بزمان یک اندیس غیرفلزی است که در حوالی شهر بزمان استان سیستان و بلوچستان قرار دارد و مادهٔ معدنی موجود در آن، آلونیت است.سنگ میزبان این اندیس ولکانیک آلتره شده است و دیرینگی آن به دوران ائوسن می‌رسد. 